# باب دیلن (آلبوم)
«باب دیلن» (به انگلیسی: Bob Dylan) آلبومی از هنرمند اهل ایالات متحده آمریکا باب دیلن است که در ۱۹ مارس ۱۹۶۲ منتشر شد.